# Xylocampa operosa
Xylocampa operosa là một loài bướm đêm trong họ Noctuidae.